# Крнов
Крнов (чеш. Krnov, сил. Karńůw), до 1945 года Егерндорф > Ягерндорф (нем. Jägerndorf) — город в восточной Чехии, на территории Моравскосилезского края, на реке Опаве. Транспортный узел.
Население 25,6 тыс. жит. (2003). Площадь 44,3 км 2. Телефонный код: (420) 652.
Машиностроение, текстильная и деревообрабатывающая промышленность. Производство музыкальных инструментов (в том числе органов). В городе находится завод чешских безалкогольных напитков Kofola. Летний курорт, центр зимних видов спорта.
Основан в 1221 году, был центром одноимённого княжества с 1377 по 1523 годы.
Среди достопримечательностей — замок XVIII века, несколько аббатств и церквей.
В середине сентября 2024 года в результате наводнения было затоплено 80 % территории города.

## Население
| 1869    | 1869    | 1880    | 1880    | 1890    | 1900    | 1910    | 1921    | 1930    | 1930    | 1950    | 1950    |
| ------- | ------- | ------- | ------- | ------- | ------- | ------- | ------- | ------- | ------- | ------- | ------- |
| 8442    | ↗10 644 | ↗14 247 | ↘11 792 | ↗17 502 | ↗18 399 | ↗20 909 | ↗21 648 | ↗24 075 | ↘23 464 | ↘18 956 | ↘18 666 |
| 1961    | 1961    | 1970    | 1970    | 1980    | 1980    | 1991    | 1991    | 2001    | 2014    | 2016    | 2017    |
| ↗21 493 | →21 493 | ↗22 643 | →22 643 | ↗25 678 | ↘25 463 | ↘25 436 | →25 436 | ↗25 764 | ↘24 315 | ↘23 992 | ↘23 762 |
| 2018    | 2019    | 2020    | 2021    | 2021    | 2022    | 2023    | 2024    | 2025    |         |         |         |
| ↘23 595 | ↘23 397 | ↘23 257 | ↘23 130 | ↘22 117 | ↗22 665 | ↗22 848 | ↘22 716 | ↘22 518 |         |         |         |

## Города-побратимы
- Глубчице, Польша
- Карбен, Германия
- Миньск-Мазовецки, Польша
- Надворная, Украина (2011)
- Пефки, Греция
- Повельяно-Веронезе, Италия
- Прудник, Польша
- Прудник, Польша
- Раец, Словакия
- Сент-Эгрев, Франция
- Тельшяй, Литва